# Constantin Staufenau

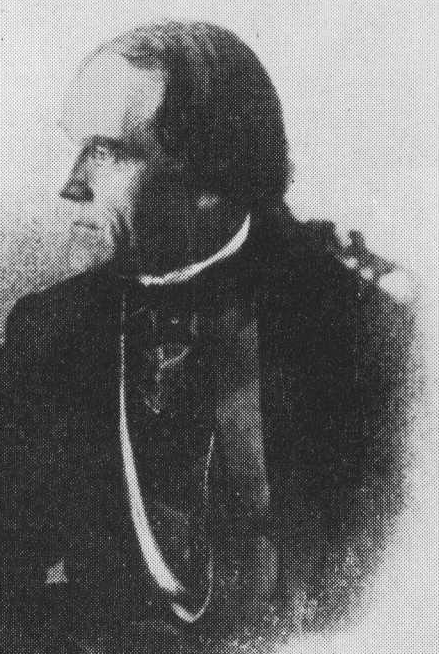
Constantin Staufenau
im Alter von 54 Jahren.

Constantin Staufenau (* 17. Februar 1809 in Weißenfels; † 14. November 1886 in Dresden) war ein deutscher Theaterschauspieler und -regisseur. Er unterhielt 13 Jahre lang eine geheimgehaltene Freundschaft mit Therese Gauß, die ihn aus Standesrücksichten erst nach dem Tod ihres Vaters Carl Friedrich Gauß 1856 heiratete.

## Leben
Constantin Wilhelm Staufenau wurde am 17. Februar 1809 in Weißenfels bei Naumburg an der Saale als Sohn von Carl Philipp Staufenau und Johanna Dorothee Künzeln geboren. Sein jüdischer Vater war in die protestantische Kirche übergetreten und arbeitete als Lehrer in Weißenfels, Annaburg und Delitzsch. Nach seiner Entlassung aus dem Schuldienst 1820 betätigte er sich als Privatgelehrter.

### Theaterlaufbahn
Constantins spätere Frau, die Gauß-Tochter Therese schrieb 1856 in einem Brief an ihren Bruder Wilhelm nach Missouri, Staufenaus „Jugendbildung (sein Vater war Gimnasiallehrer) hatte ihm eine Richtung gegeben, die in seinem Berufsleben als Schauspieler, so warm er auch dieses in seinem, für alles poetisch Schöne empfänglichen Sinne erfaßte, ihn innerlich ebensosehr isolirte, wie ich es durch meine Abgeschlossenheit war.“
Von 1839 bis 1855 wurde Constantin Staufenau jährlich in den Bühnenhandbüchern als Schauspieler und Regisseur erwähnt. Als Schauspieler übernahm er Rollen als Liebhaber und Held sowie ernste und humoristische Charakterrollen. Er wurde meist von Theatern in Nord- und Ostdeutschland für ein oder zwei Jahre verpflichtet. 1842, 1843 und 1845 trat er im Stadttheater Göttingen auf. Dort traf er wohl erstmals 1842 mit Therese Gauß zusammen. Sie selbst sprach davon, dass sie beim Tod ihres Vaters 1855 Constantin Staufenau 13 Jahre gekannt habe.

### Ruhestand

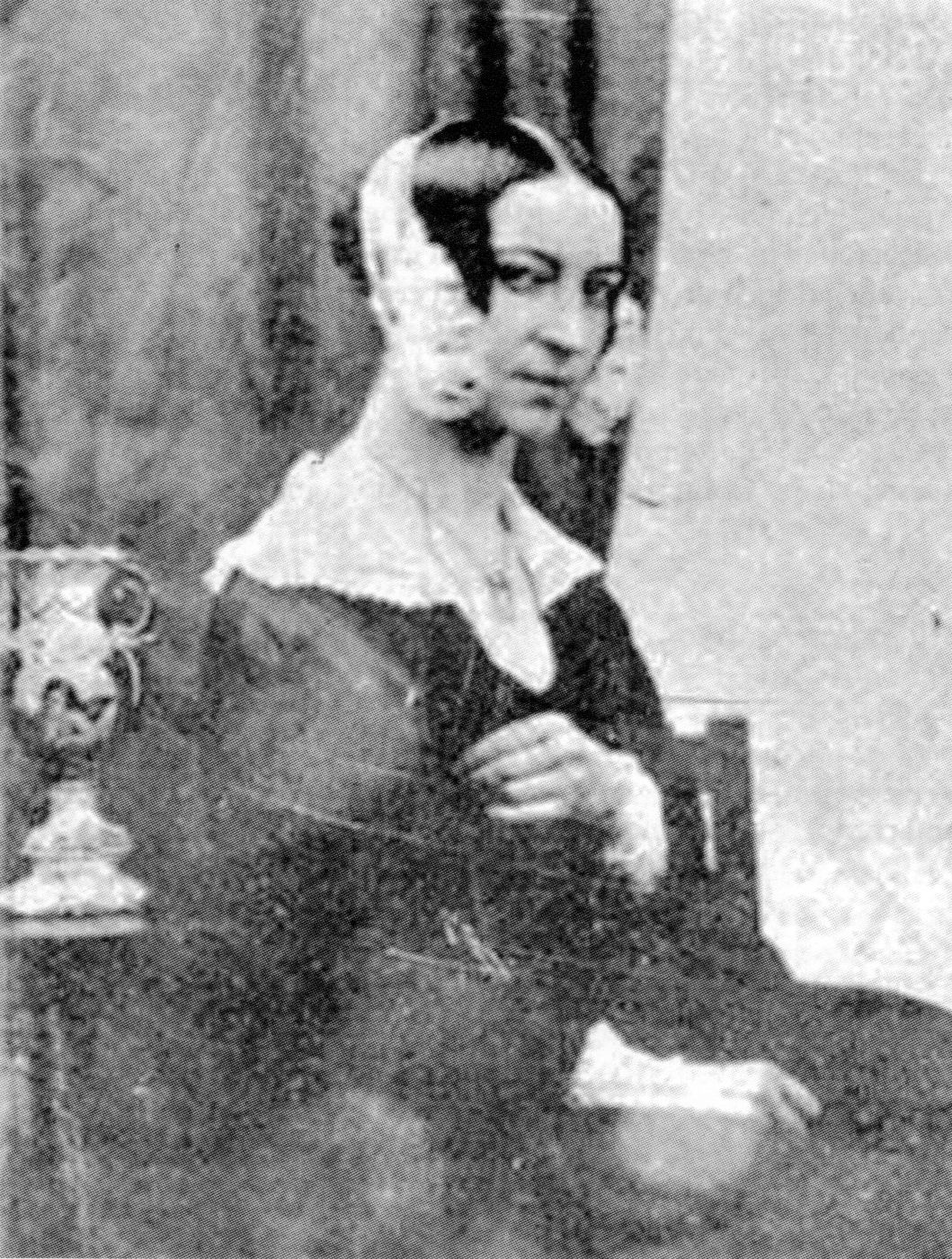
Therese Staufenau in mittleren Jahren.

In Gauß’ Todesjahr 1855 starb auch Staufenaus jüngerer Bruder, der Kaufmann Julius Staufenau, der in Zörbig eine Frau und drei Kinder hinterließ. Staufenau schrieb 1856 an Thereses ältesten Bruder Joseph: „Seit einem Jahre habe ich die Bühne quittiert, der armen Witwe meines, von mir sehr geliebten Bruders in deren Geschäft ratend und helfend beistehend, schon um des teuren Bruders kleiner Waisen willen, vor allem aber aus Rücksicht für unser Verhältnis, so aus der Welt öffentlicher Schaustellung scheidend.“
Nach Gauß’ Tod war seine Tochter Therese, die ihn 25 Jahre umsorgt hatte, verzweifelt, weil „Alles zusammengesunken ist, was mir noch ein Gefühl von Heimath und Familie gegeben hat! … Allenthalben bin ich ja fremd und innerlich einsam, nur zu dem Bewußtsein hingedrängt, daß ich Niemand mehr zugehöre!“ Im August 1855 reiste sie von Göttingen nach Zeitz und traf dort mit Staufenau und seiner älteren Schwester zusammen, und „in dem kleinen Kreise dieser einfachen, herzlichen Menschen, die mir der Fremden, Traurigen so rührend warm entgegenkamen, als ob ich zu ihnen gehörte“, wurde ihr noch einmal bewusst, was sie verloren hatte.
In ihrer seelischen Krise zog sie sich für acht Monate zur Kur an den Genfersee zurück, um über ihr weiteres Leben nachzudenken. Zwischen ihrem Freund, dem Theatermann, und der Tochter des berühmten Gauß stand die schier unüberwindliche Barriere der ungeschriebenen Standesregeln. Als sie darüber nachgrübelte, „ob es recht von mir sein könne traurigen Meinungen einer Welt, die mir mein Leben lang so wenig gewesen ist und noch weniger gegeben hat, das treue warme Freundesherz zu opfern, das mit wechselloser Innigkeit und Hingebung mir unablässig nah gestanden, – ist ein ruhiger fester Entschluß in mir gereift, der mir nach so vielen ertragenen Schmerzen einen, mir ja wohl zu gönnenden Frieden verspricht!“ Und so traf sie trotz aller zu erwartenden Anfeindungen nach langen Seelenqualen eine mutige Entscheidung gegen eine Welt voll Unverständnis.

### Letzte Jahre

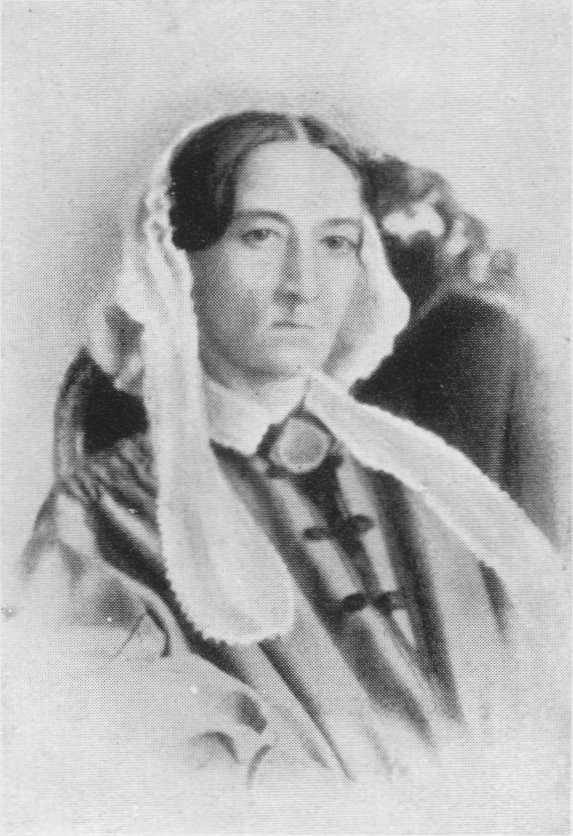
Therese Staufenau ein Jahr vor ihrem Tod.

Anderthalb Jahre nach Gauß’ Tod gab seine Tochter Therese im September 1856 in Elsterwerda Constantin Staufenau das Jawort. Das Ehepaar wählte als zukünftigen Wohnort Dresden, eine anonyme Großstadt im weiteren Umkreis von Constantins Heimat, um der böswilligen Nachrede „gutmeinender“ Mitmenschen zu entgehen. Sie mieteten eine Wohnung in der Waisenhausstraße 27, die sie um Ostern 1859 gegen ein eigenes Haus in der Carolastraße 11 vertauschten. Therese war dank des elterlichen Erbes eine reiche Frau, aber auch Staufenau verfügte über ein kleines Vermögen. Das Ehepaar genoss in den wenigen Jahren, die Therese noch vergönnt waren, ein stilles Glück. „Liebevoll von ihrem Gatten betreut, umgeben von Göttinger Erinnerungsstücken, versuchte sie ein zweites Leben“. Nach dem Bericht ihres Manns war Therese in den letzten Jahren ihres Lebens sehr leidend, diese Leiden steigerten sich aber im letzten Lebensjahr zu einem Martyrium:
„In ihrem gequälten Körper scheinen sich ganz die namenlosen, jahrelangen Leiden ihrer Mutter sowie die Herzkrankheit mit Wassersucht des Vaters vereinigt ausgebildet zu haben! – Seit einem Vierteljahr kann sie nur leise flüsternd und auch das kaum noch, sprechen, – jeder Tropfen Speisung, jedes geflüsterte Wort, jede Bewegung ruft die unsäglichsten Schmerzen hervor, – dabei kann sie nicht liegen, und dennoch meint der Arzt, seien diese furchtbaren Leiden, wie sie in solcher Vereinigung ihm noch nie vorgekommen, nicht Bedingung schnellen Sterbens, sondern könnten unberechenbar sich ausdehnen!“
Bei der Heirat war Therese 40 Jahre alt, ihr Mann 47 Jahre. Die Ehe blieb kinderlos. Therese Staufenau starb am 11. Februar 1864 in Dresden im Alter von fast 48 Jahren an Schwindsucht. In einem Testament hatten sich die Eheleute 1860 gegenseitig zu Erben eingesetzt. Constantin Staufenau überlebte seine Ehefrau um 22 Jahre. 1865 heiratete er in zweiter Ehe die Arzttochter Johanna Horack (1832–1891), auch diese Ehe blieb kinderlos. Constantin Staufenau starb am 14. November 1886 in Dresden im Alter von 77 Jahren. Bestattet wurde er zusammen mit seiner zweiten Frau Johanna in dem Familiengrab der Familie Horack auf dem Dresdner Trinitatisfriedhof, Abteilung IG.

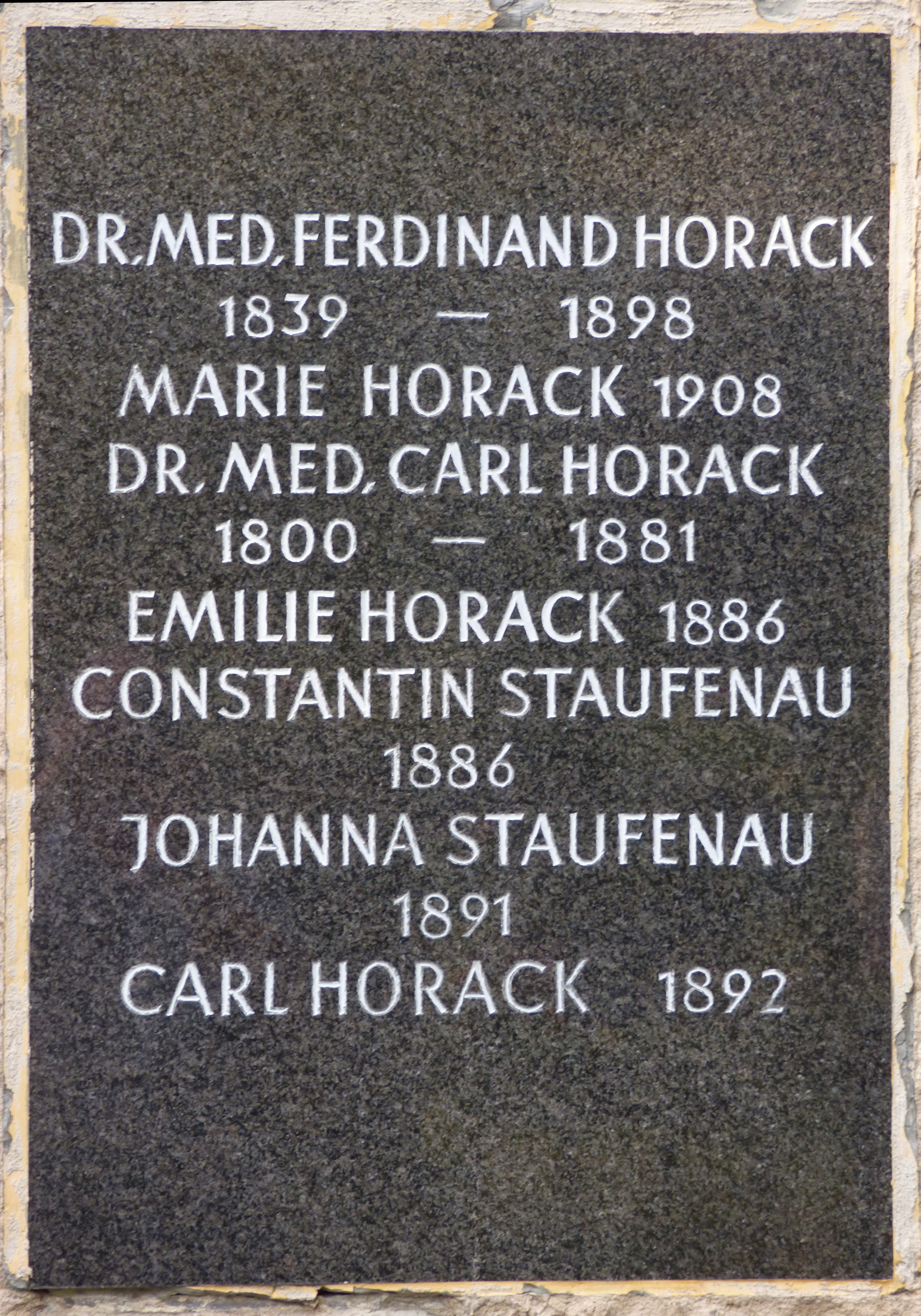
Grabstein von Constantin und Johanna Staufenau.